# 特認校
特認校（とくにんこう）とは、自然豊かな環境に恵まれた小規模校を中心にして、同区内の希望した者から通過した者なら入学できる学校の運営体制を示す。小規模特認校、特認制度実施校とも呼ばれる。

## 概要
本来、小学校・中学校の通学区域は住所により決められ、その区割りは厳格に適用されるが、平成9年に文部省が「通学区域制度の弾力的運用について」を各教育委員会に通知したことを受け、各地で区割りを柔軟に運用し、他校区でも入学できる制度を整える自治体が次々と現れた。特認校の運営は県・市・村などに許可をとった上で行う。原則として住所はそのままで、自宅からの通学になる。
特認校に指定される学校の多くは、全校学習児童生徒100人以下の小規模校であるため、少人数教育が可能である。特認校ではレベルの高い教育などを行っている学校がある。一方で、もともと小規模校であることから、特認校としての成果がみられなければ学校統廃合の対象になることもありうる。

## 小規模特認校と廃校回避
[特認校は、学区外からの就学を認める仕組みの一形態であり、小規模校の教育的特色を生かして児童生徒を広域に受け入れる制度として運用されてきた。地方自治体では、「小規模特認校」制度として位置付け、通学区域制度の弾力化により存続と教育の質の両立を図る事例がみられる。また、制度の趣旨や運用は自治体ごとの状況に応じて具体化され、募集や特色化を通じて廃校の抑制や地域学校の魅力向上が図られている。

## 東京都中央区における小学校特認校制度
東京都中央区では、2009（平成21）年度入学者から、特認校制度という学校選択制を実施している。住所に基づいて指定される学区内の学校に加えて、以下の5つの区立の小学校は、都心に立地して本来の学区居住の児童が少なく、施設に余裕がある「特認校」として、同中央区内居住者なら通学区域に関係なく希望により就学できる制度となっている。受入れ上限を超える申請があった場合には抽選により入学者を選抜している。
- 中央区立城東小学校
- 中央区立常盤小学校
- 中央区立泰明小学校
- 中央区立阪本小学校
- 中央区立京橋築地小学校（令和2年度入学生から）

## その他特認校に指定されている学校
下記以外にも多く存在するため、地元の教育委員会等で確認されたい。

### 小学校
- 北見市立若松小学校（北海道北見市）
- 札幌市立盤渓小学校（北海道札幌市中央区）
- 札幌市立駒岡小学校（北海道札幌市南区）
- 札幌市立有明小学校（北海道札幌市清田区）
- 江別市立野幌小学校（北海道江別市）
- 岩見沢市立メープル小学校(北海道岩見沢市)
- 恵庭市立松恵小学校（北海道恵庭市）
- 石狩市立生振小学校（北海道石狩市）
- 苫小牧市立樽前小学校（北海道苫小牧市）
- 北斗市立石別小学校（北海道北斗市）
- 北斗市立茂辺地小学校（同上）
- 北斗市立沖川小学校（同上）
- 北斗市立島川小学校（同上）
- 今金町立種川小学校（北海道瀬棚郡今金町）
- 栗原市立花山小学校（宮城県栗原市）
- 塩竈市立浦戸小中学校（宮城県塩竈市）
- 白石市立小原小学校（宮城県白石市）
- 気仙沼市立月立小学校（宮城県気仙沼市）
- 亘理町立高屋小学校（宮城県亘理郡亘理町）
- 山形市立山寺小学校（山形県山形市）
- 山形市立第一小学校（山形県山形市）
- 東根市立高崎小学校（山形県東根市）
- 寒河江市立醍醐小学校（山形県寒河江市）
- 日立市立中里小学校（茨城県日立市）
- 栃木市立大宮南小学校（栃木県栃木市）
- 栃木市立国府南小学校（同上）
- 栃木市立真名子小学校（同上）
- 栃木市立小野寺北小学校（同上）
- 下野市立細谷小学校（栃木県下野市）
- 下野市立国分寺西小学校（同上）
- 高根沢町上高根沢小学校（栃木県塩谷郡高根沢町）
- 佐倉市立弥富小学校（千葉県佐倉市）
- 柏市立手賀東小学校（千葉県柏市）
- 飯能市立吾野小学校（埼玉県飯能市）
- 飯能市立名栗小学校（同上）
- 青梅市立成木小学校（東京都青梅市）
- 八王子市立恩方第二小学校（東京都八王子市）
- 横浜市立若葉台小学校（神奈川県横浜市旭区）
- 横浜市立東小学校（神奈川県横浜市西区）
- 横浜市立下末吉小学校（神奈川県横浜市鶴見区）
- 横浜市立朝比奈小学校（神奈川県横浜市金沢区）
- 横浜市立釜利谷西小学校（神奈川県横浜市金沢区）
- 横浜市立鉄小学校（神奈川県横浜市青葉区）
- 横浜市立千秋小学校（神奈川県横浜市栄区）
- 厚木市立玉川小学校（神奈川県厚木市）
- 秦野市立上小学校（神奈川県秦野市）
- 長岡市立太田小学校（新潟県長岡市）
- 金沢市立湯涌小学校（石川県金沢市）
- 敦賀市立東浦小学校 (福井県敦賀市)
- 美濃加茂市立伊深小学校（岐阜県美濃加茂市）
- 美濃加茂市立三和小学校（同上）
- 土岐市立濃南小学校（岐阜県土岐市）
- 各務原市立稲羽東小学校（岐阜県各務原市）
- 各務原市立緑苑小学校（同上）
- 可児市立兼山小学校（岐阜県可児市）
- 瑞穂市立中小学校（岐阜県瑞穂市）
- 瑞穂市立西小学校（同上）
- 御嵩町立上之郷小学校（岐阜県可児郡御嵩町）
- 静岡市立梅ケ島小中学校（静岡県静岡市葵区）
- 静岡市立大川小中学校（同上）
- 静岡市立大河内小中学校（同上）
- 浜松市立花川小学校（静岡県浜松市中央区）
- 豊田市立上鷹見小学校（愛知県豊田市）
- 豊田市立滝脇小学校（同上）
- 豊田市立豊松小学校（同上）
- 豊田市立中金小学校（同上）
- 豊田市立西広瀬小学校（同上）
- 豊田市立則定小学校（同上）
- 豊田市立冷田小学校（同上）
- 津市立美杉小学校（三重県津市）
- 鈴鹿市立合川小学校（三重県鈴鹿市）
- 名張市立国津小学校（三重県名張市）
- 亀山市立白川小学校（三重県亀山市）
- 近江八幡市立沖島小学校（滋賀県近江八幡市）
- 甲賀市立多羅尾小学校（滋賀県甲賀市信楽町）
- 木津川市立当尾小学校（京都府木津川市）
- 柏原市立堅上小学校（大阪府柏原市）
- 河内長野市立天見小学校（大阪府河内長野市）
- 高槻市立樫田小学校（大阪府高槻市）
- 三田市立母子小学校（兵庫県三田市）
- 神戸市立六甲山小学校（兵庫県神戸市灘区）
- 神戸市立藍那小学校（兵庫県神戸市北区）
- 姫路市立莇野小学校（兵庫県姫路市）
- 姫路市立安富北小学校（兵庫県姫路市）
- 西脇市立双葉小学校（兵庫県西脇市）
- 宝塚市立西谷小学校（兵庫県宝塚市）
- 相生市立矢野小学校（兵庫県相生市）
- 豊岡市立八代小学校（兵庫県豊岡市）
- 南あわじ市立沼島小学校（兵庫県南あわじ市）
- 猪名川町立楊津小学校（兵庫県川辺郡猪名川町）
- 猪名川町立大島小学校（兵庫県川辺郡猪名川町）
- 鳥取市立神戸小学校（鳥取県鳥取市）
- 鳥取市立東郷小学校（同上）
- 鳥取市立明治小学校（同上）
- 鳥取市立湖南学園小学校（同上）
- 鳥取市立福部未来学園小学校（同上）
- 鳥取市立西郷小学校（同上）
- 鳥取市立佐治小学校（同上）
- 鳥取市立逢坂小学校（同上）
- 鳥取市立瑞穂小学校（同上）
- 岡山市立角山小学校（岡山県岡山市東区）
- 東広島市立志和堀小学校（広島県東広島市）
- 東広島市立吉川小学校（同上）
- 東広島市立竹仁小学校（同上）
- 東広島市立河内西小学校（同上）
- 平生町立佐賀小学校（山口県熊毛郡平生町）
- 松山市立番町小学校（愛媛県松山市）
- 松山市立東雲小学校（同上）
- 松山市立八坂小学校（同上）
- 松山市立立岩小学校（同上）
- 香南市立岸本小学校（高知県香南市）
- 福岡市立勝馬小学校（福岡県福岡市東区）
- 福岡市立曲渕小学校（福岡県福岡市早良区）
- 福岡市立能古小学校（福岡県福岡市西区）
- 北九州市立柄杓田小学校（福岡県北九州市門司区）
- 北九州市立合馬小学校（福岡県北九州市小倉南区）
- 北九州市立河内小学校（福岡県北九州市八幡東区）
- 豊前市立大村小学校（福岡県豊前市）
- 豊前市立合岩小学校（同上）
- 福津市立勝浦小学校（福岡県福津市）
- うきは市立小塩小学校（福岡県うきは市）
- うきは市立姫治小学校（同上）
- うきは市立妹川小学校（同上）
- 佐賀市立小中一貫校芙蓉校（佐賀県佐賀市）
- 佐賀市立松梅小学校（同上）
- 佐賀市立富士小学校（同上）
- 佐賀市立富士南小学校（同上）
- 佐賀市立小中一貫校北山校（同上）
- 佐賀市立北山東部小学校（同上）
- 佐賀市立三瀬小学校（同上）
- 大分市立上戸次小学校（大分県大分市）
- 大分市立神崎小学校（同上）
- 別府市立東山幼小中学校（大分県別府市）
- 津久見市立保戸島小学校（大分県津久見市）
- 豊後高田市立戴星学園（大分県豊後高田市）
- 由布市立塚原小学校（大分県由布市）
- 由布市立谷小学校（同上）
- 由布市立石城小学校（同上）
- 日出町立南端小学校・南端中学校（大分県速見郡日出町）
- 日向市立坪谷小学校(宮崎県日向市)
- 鹿児島市立皆与志小学校（鹿児島県　鹿児島市）
- 鹿児島市立東桜島小学校（同上）
- 鹿児島市立黒神小学校（同上）
- 鹿児島市立平川小学校（同上）
- 鹿児島市立錫山小中学校（同上）
- 鹿児島市立本城小学校（同上）
- 鹿児島市立宮小学校（同上）
- 鹿児島市立桜峰小学校（同上）
- 鹿児島市立花尾小学校（同上）
- 鹿児島市立一倉小学校（同上）
- 鹿児島市立前之浜小学校（同上）
- 鹿児島市立生見小学校（同上）
- 鹿児島市立東昌小学校（同上）
- 鹿屋市立花岡小学校（鹿児島県鹿屋市）
- 鹿屋市立高須小学校（同上）
- 鹿屋市立南小学校（同上）
- 鹿屋市立高隈小学校（同上）
- 鹿屋市立大黒小学校（同上）
- 阿久根市立大川小学校（鹿児島県阿久根市）
- 阿久根市立西目小学校（同上）
- 阿久根市立鶴川内小学校（同上）
- 阿久根市立田代小学校（同上）
- 阿久根市立尾崎小学校（同上）
- 出水市立蕨島小学校（鹿児島県出水市）
- 出水市立大川内小学校（同上）
- 出水市立上場小学校（同上）
- 霧島市立木原小中学校（鹿児島県霧島市）
- 霧島市立川原小学校（同上）
- 霧島市立平山小学校（同上）
- 霧島市立塚脇小学校（同上）
- 霧島市立中津川小学校（同上）
- 霧島市立永水小学校（同上）
- 霧島市立中福良小学校（同上）
- 霧島市立佐々木小学校（同上）
- 霧島市立持松小学校（同上）
- 霧島市立小浜小学校（同上）
- 霧島市立福山小学校（同上）
- 伊佐市立羽月北小学校（鹿児島県伊佐市）
- 伊佐市立南永小学校（同上）
- 姶良市立漆小学校（鹿児島県姶良市）
- 姶良市立北山小学校（同上）
- 姶良市立永原小学校（同上）
- 姶良市立竜門小学校（同上）
- 湧水町立幸田小学校（鹿児島県姶良郡湧水町）
- 湧水町立上場小学校（同上）

### 中学校
- 北斗市立石別中学校（北海道北斗市）
- 北斗市立茂辺地中学校（同上）
- 名寄市立智恵文中学校（北海道名寄市）
- 十和田市立切田中学校（青森県十和田市）
- 塩竃市立浦戸中学校（宮城県塩竈市）
- 白石市立小原中学校（宮城県白石市）
- 山形市立山寺中学校（山形県山形市）
- 日立市立中里中学校（茨城県日立市）
- 足利市立第一中学校（栃木県足利市）
- 足利市立愛宕台中学校（同上）
- 足利市立富田中学校（同上）
- 朝霞市立第五中学校（埼玉県朝霞市）
- 横浜市立富士見中学校（神奈川県横浜市中区）
- 横浜市立西金沢中学校（神奈川県横浜市金沢区）
- 長岡市立太田中学校（新潟県長岡市）
- 金沢市立芝原中学校（石川県金沢市）
- 福井市至民中学校（福井県福井市）
- 敦賀市立東浦中学校（福井県敦賀市）
- 静岡市立梅ケ島小中学校（静岡県静岡市葵区）
- 静岡市立大川小中学校（同上）
- 静岡市立大河内小中学校（同上）
- 津市立美杉中学校（三重県津市）
- 柏原市立堅上中学校（大阪府柏原市）
- 南あわじ市立沼島中学校（兵庫県南あわじ市）
- 宝塚市立西谷中学校（兵庫県宝塚市）
- 鳥取市立江山中学校（鳥取県鳥取市）
- 鳥取市立湖南学園中学校（同上）
- 鳥取市立福部未来学園中学校（同上）
- 鳥取市立鹿野中学校（同上）
- 広島市立安佐北中学校（広島県広島市安佐北区）
- 福岡市立能古中学校（福岡県福岡市西区）
- 大分市立竹中中学校（大分県大分市）
- 別府市立東山幼小中学校（大分県別府市）
- 臼杵市立南中学校（大分県臼杵市）
- 津久見市立保戸島中学校（大分県津久見市）
- 豊後高田市立戴星学園（大分県豊後高田市）
- 日出町立南端小学校・南端中学校（大分県速見郡日出町）
- 鹿児島市立錫山小中学校（鹿児島県鹿児島市）
- 鹿児島市立吉田北中学校（同上）
- 鹿児島市立河頭中学校（同上）
- 鹿児島市立東桜島中学校（同上）
- 鹿児島市立黒神中学校（同上）
- 鹿屋市立花岡中学校（鹿児島県鹿屋市）
- 鹿屋市立高隈中学校（同上）
- 阿久根市立大川中学校（鹿児島県阿久根市）
- 阿久根市立鶴川内中学校（同上）
- 出水市立大川内中学校（同上）
- 霧島市立木原小中学校（鹿児島県霧島市）

### 義務教育学校
- 札幌市立義務教育学校福移学園（北海道札幌市東区）
- 笠間市立みなみ学園義務教育学校（茨城県笠間市）
- 和泉市立槇尾学園（大阪府和泉市）